# Элеонора Бретонская (аббатиса)
Элеонора Бретонская (1275 — 16 мая 1342) — аббатиса монастыря Фонтевро.

## Биография

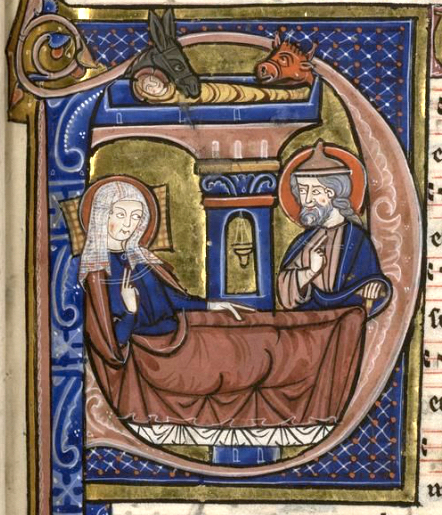
Изображение Рождества из градуала Элеоноры.

Родителями Элеоноры были Жан II, герцог Бретани, и Беатриса Английская. В 1281 году в возрасте семи лет она поступила в аббатство Эймсбери, монастырь ордена Фонтевро.
В 1290 году она переехала в аббатство Фонтевро в регионе Луары во Франции, в главное аббатство ордена, где и стала монахиней. Но её посвящение ей был подарен богато иллюминированный градуал, который завещала передать в собственность аббатству после своей смерти. В 1304 году она стала настоятельницей, а в 1342 году, пробыв аббатисой 38 лет, она умерла в возрасте около шестидесяти семи лет. Градуал сохранился до наших дней и хранится в публичной библиотеке Лиможа; выборку из него в 1991 году записал французский ансамбль «Органум».